# Münchner Burgfrieden

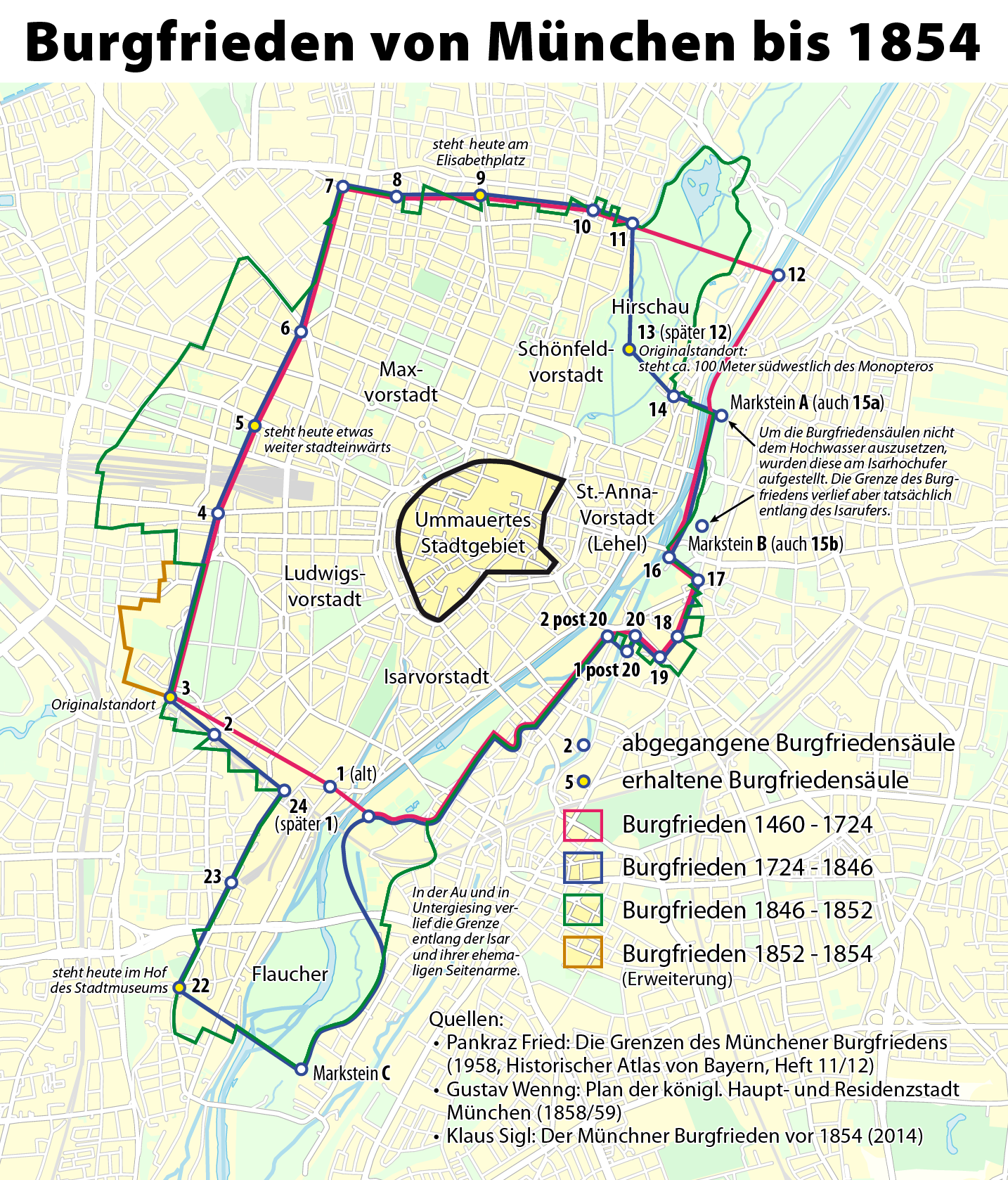
Grenzverläufe des Münchner Burgfriedens zwischen 1460 und 1854

Der Münchner Burgfrieden war ein Bereich, der zwar außerhalb der Stadtmauern der mittelalterlichen Stadt München lag, aber trotzdem deren Rechtsprechung unterstand.

## Geschichte

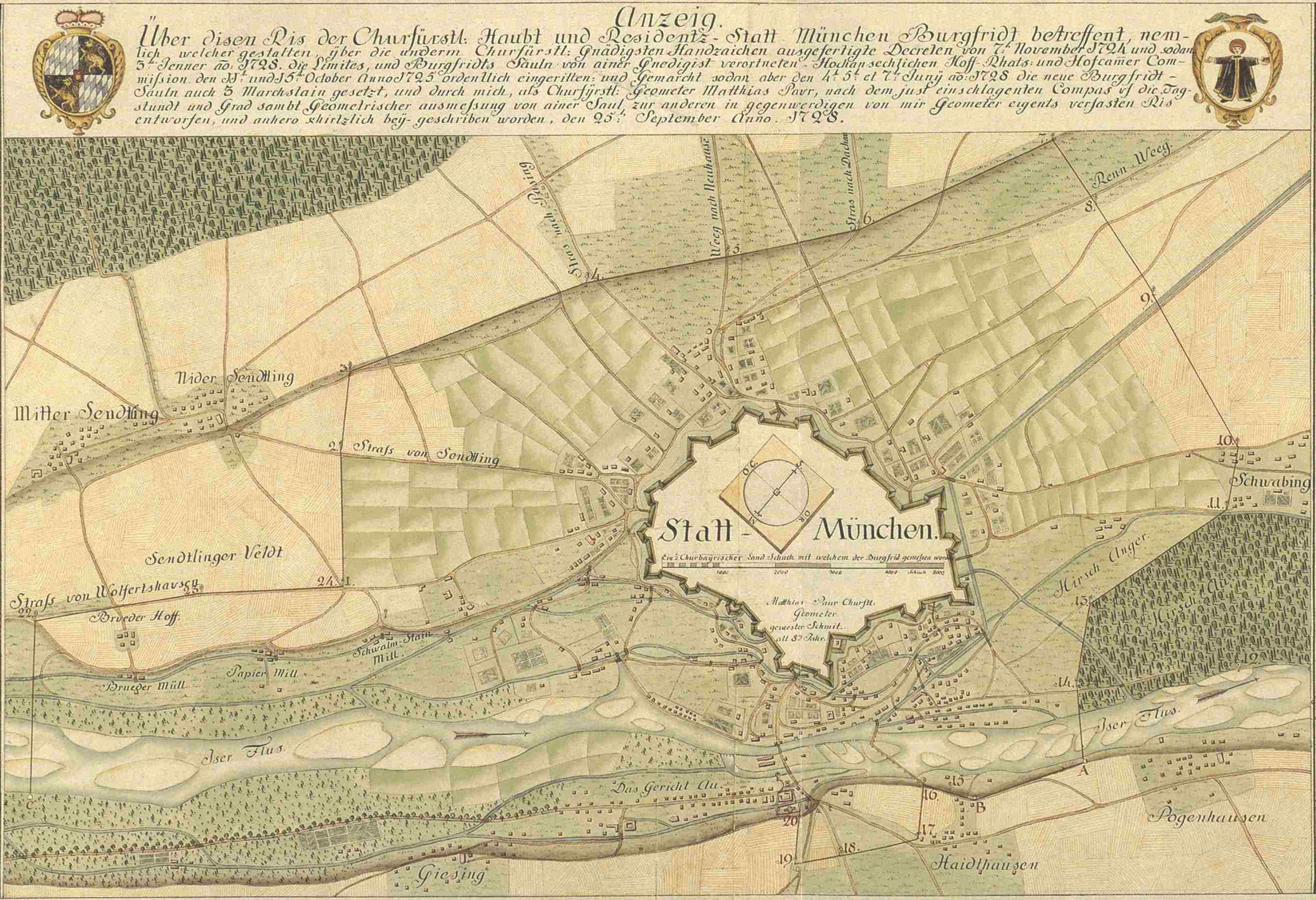
Karte des Burgfriedens von Matthias Paur, 1728

Karte des Burgfriedens von Gustav Wenng, 1858/59

Zur Stadt München gehörten von Anfang an auch Grundstücke und Gebäude außerhalb der Stadtmauern, z. B. zwischen der Stadt und der Isar gelegene Mühlen. Auch die Zugehörigkeit des Leprosenspitals am Gasteig auf der anderen Isarseite zu der Stadt München war nie umstritten.
Schriftlich wurde erstmals in der Rudolfinischen Handfeste vom 19. Juni 1294 festgelegt, dass bestimmte für die Stadt festgelegte Rechte auch in einem bestimmten Gebiet außerhalb der Stadt gelten sollen (in der stat oder darumbe, daz doch zu der stat gehöret). In einer Urkunde Ludwigs des Bayern von 1315 findet sich die Formulierung "in der stat und uberal in dem gerichtt, daz zu derselben stat gehört".
Am 20. Januar 1380 wurde in einem Münchner Gerichtsbuch erstmals der Name Burgfrieden (in der stat purkchfrid) für dieses außerhalb der Stadt liegende, aber rechtlich zur Stadt gehörende Gebiet genannt. So wird dieses Gebiet auch in einer Urkunde vom 17. März 1391 der Herzöge Stephan III., Friedrich und Johann II. bezeichnet.
Nachdem es zu Streitigkeiten wegen unklarer Zuständigkeiten zwischen der Stadt München und dem Landgericht Wolfratshausen hinsichtlich des Gasteigs gekommen war, wurde der Münchner Burgfrieden 1460 neu vermessen und am 24. Oktober in dem ältesten bekannten Burgfriedensbrief durch die Herzöge Johann IV. und Siegmund schriftlich verbrieft. Die Grenzen wurden durch Grenzsäulen markiert. München hatte außerhalb des Burgfriedens kein zu gehöriges Land, Schloss, Sitz oder Hofmark.
1724 erfolgte eine Korrektur des Burgfriedens: Ein Teil der wildreichen Hirschau, der innerhalb des Burgfriedens lag (im heutigen Nordteil des Englischen Gartens), wurde aus diesem herausgenommen, um dem Kurfürsten als Jagdrevier zu dienen. Dafür erhielt München im Süden ein Gebiet um den Flaucher und den Dreimühlenbach zugesprochen. Außerdem wurde das Lehel, das zwar bereits im Bereich des Burgfriedens lag, für das es aber noch herzogliche Vorbehalte gab, nun voll der Gerichtsbarkeit der Stadt unterstellt.
Der Burgfrieden war auch der Bereich, in den sich die Stadt München nach der Schleifung ihrer Mauern um 1800 zunächst ausdehnte. Hier entstanden die Vorstädte St.-Anna-Vorstadt (Lehel), Isarvorstadt, Ludwigsvorstadt, Maxvorstadt und Schönfeldvorstadt (heute Teil der Maxvorstadt). Die Bezeichnung „Burgfrieden“ blieb auch nach der Entfestigung Münchens und nach der Errichtung Münchens 1818 als politisch eigenständiger Gemeinde bis ins späte 19. Jahrhundert weiter in Gebrauch.
Um die Mitte des 19. Jahrhunderts wurde der Burgfrieden noch einmal erweitert: 1846 hauptsächlich um die Theresienhöhe, das Marsfeld und den Nordteil des Englischen Gartens und 1852 um den Bavariapark und die angrenzende Schießstätte der Hauptschützengesellschaft München. Ab 1854 dehnte sich das Stadtgebiet Münchens in größerem Umfang weiter aus, indem umliegende, ursprünglich selbständige Gemeinden nach München eingemeindet wurden. Dabei ist noch 1899 im Zusammenhang mit der Eingemeindung Thalkirchens von einer "Einverleibung in den Burgfrieden" die Rede.

## Burgfriedenssäulen
Ab 1460 wurden die Grenzen des Burgfriedens durch Burgfriedenssäulen markiert, die im Laufe der Jahrhunderte teilweise durch neue ersetzt wurden, später auch durch Grenzsteine. In dem Burgfriedensplan von Matthias Paur aus dem Jahr 1728 sind 25 Burgfriedenssäulen und 3 Grenzsteine (Marchstein) vermerkt. Fünf Burgfriedenssäulen sind noch erhalten, jedoch mit Ausnahme von Nr. 13 und 22 so stark verwittert, dass die historischen Inschriften (Nummer bzw. Jahreszahl und Nummer) nicht mehr zu lesen sind. Die steinernen Burgfriedenssäulen sind zwischen 2,40 und 3,00 m hoch und zeigen auf der der Stadt zugewandten Vorderseite das Münchner Wappen (Mönch) und auf der Rückseite das bayerische Wappen (Rauten).
| Nr. | Standort | errichtet     | Anmerkungen | Bild           |
| --- | --- | ------------- | --- | -------------- |
| 3   | Theresienhöhe am Originalstandort (Lage)                                                                                  | vermutl. 1521 | Auf der der Stadt abgewandten Seite Informationstafel von 1906 mit der Inschrift: „Burgfriedenssäule No. 3 / Auf Grund der / von dem Kurfürsten / MAXIMILIAN II. EMANUEL u. / d. Kronprinzen KARL ALBRECHT / der Stadt MÜNCHEN i. J. 1774 / u. v. Kurfürsten KARL ALBRECHT / i. J. 1735 erteilten / Burgfriedensbestätigung“.                                                                                               | weitere Bilder |
| 5   | vor Marsstraße 46 (Lage), ursprünglich ein kleines Stück stadtauswärts auf der Hanghöhe (Lage)                            | um 1650       | Hinter dem Stein gibt es an der Hauswand (Gebäude Marstraße 48) eine Informationstafel mit der Inschrift: „Münchner Grenzsäule / Diese Säule markierte / vom Jahre 1315 bis / Mitte 19. Jahrhundert / die Burgfriedengrenze / der Stadt München“. | weitere Bilder |
| 9   | Elisabethplatz (Lage), ursprünglich Nähe Kurfürstenplatz, (Lage)                                                          | vermutl. 1521 | seit 1958 am Elisabethplatz, bis 1973 an der Nordost-Ecke der Grünanlage | weitere Bilder |
| 13  | Englischer Garten, ca. 100 m südwestlich vom Monopteros am Originalstandort (Lage)                                        | 1728          | Inschrift: „1724 / 13“. Die Ziffer „3“ wurde später (Jahr und Grund konnten nicht ermittelt werden) mit „2“ überschrieben, was noch gut zu sehen ist. | weitere Bilder |
| 22  | Sankt-Jakobs-Platz 1 im Hof des Stadtmuseums (Lage), ursprünglich Ecke Thalkirchner Straße / Dietramszeller Straße (Lage) | 1728          | Inschrift: „1724 / 22“; seit 1895 im Hof des Stadtmuseums, ab 1973 einige Zeit (mindestens bis 1990) im Eingangsbereich des Museums. Neben der Säule gibt es eine Informationstafel „Grenzpfeiler des Münchner Burgfriedens“, die unter anderem den Begriff „Burgfrieden“ erklärt und als ursprünglichen Standort der Burgfriedenssäule Nr. 22 fälschlich „Thalkirchner Straße auf Höhe des Schlacht- und Viehhofs“ angibt. | weitere Bilder |

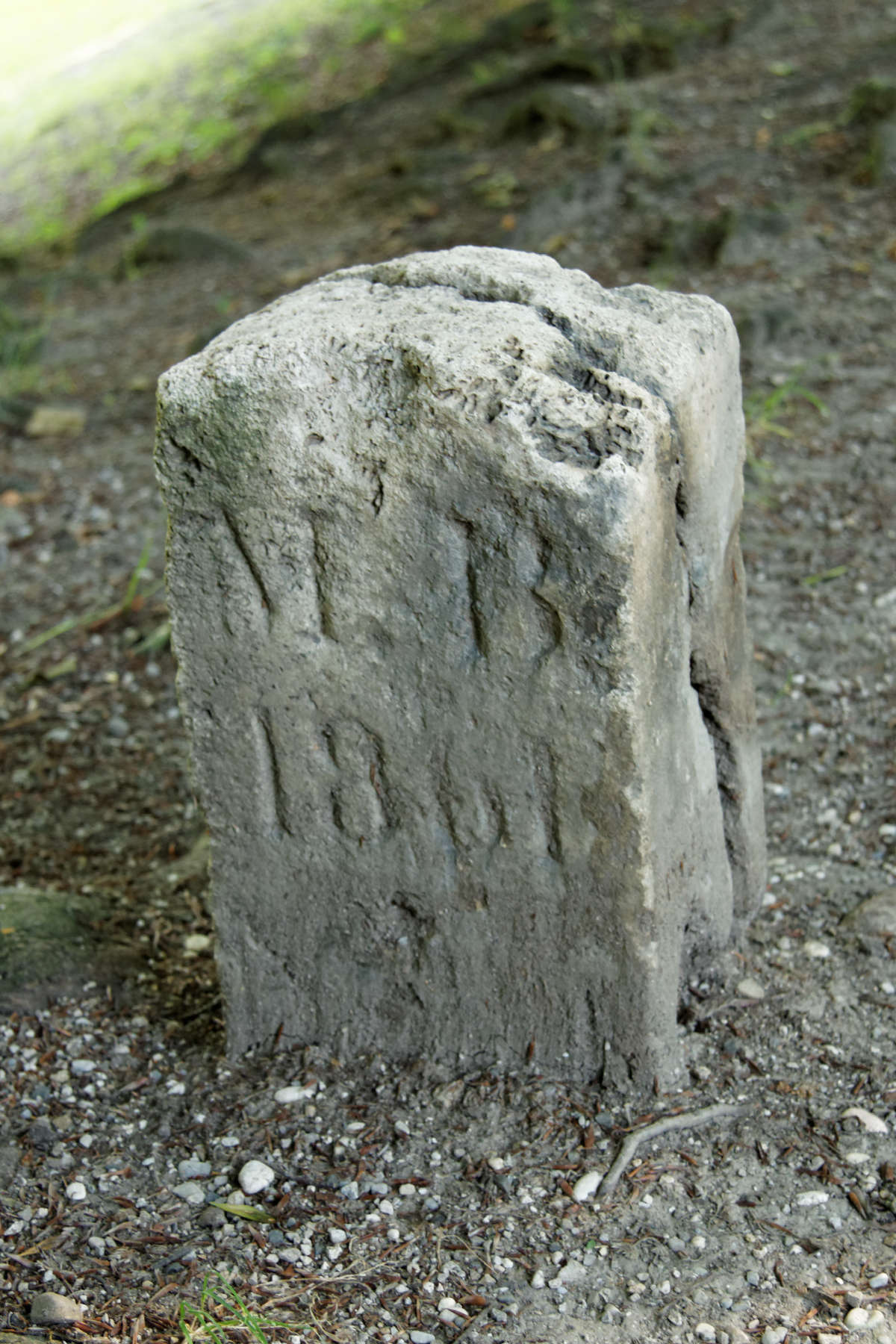
Grenzstein von 1861 zwischen Bogenhausen und Haidhausen

Bei den später verwendeten Grenzsteinen ist die München zugewandte Seite mit M.B. gekennzeichnet.